# Niels Wittich
Niels Wittich, né le 5 août 1972 à Erlensee (Hesse), est un officiel du sport automobile et un directeur de course allemand. À partir de 2023, il devient l'unique directeur de course des Grands Prix de Formule 1. Il démissionne de ses fonctions avec effet immédiat avant la fin de la saison en cours, le 12 novembre 2024. 

## Carrière
En 2016, il est le directeur de course de la troisième saison de Formule E.
En 2021, il quitte son poste de directeur de course de l'ADAC GT Masters où il a officié durant sept ans pour devenir directeur de course du Deutsche Tourenwagen Masters (DTM). Il quitte ce poste à la fin de la saison pour assister Michael Masi lors des Grands Prix de Formule 1 et diriger les courses de Formule 2 et de Formule 3.
Devant continuer d'épauler Michael Masi en 2022, il le remplace après les controverses du Grand Prix d'Abou Dabi 2021 et devient directeur de course en Formule 1 aux côtés d'Eduardo Freitas. Il alterne avec le Portugais jusqu'au Grand Prix du Japon où il assure pleinement le poste. Depuis la saison 2023, il est confirmé comme l'unique directeur de course sur les Grand Prix. Le 12 novembre 2024, en amont du Grand Prix de Las Vegas 2024, la FIA annonce que Niels Wittich a démissionné de ses fonctions avec effet immédiat. Cet annonce est ensuite contredite par l'intéressé qui précise qu'il « n'a pas démissionné mais a été viré ». Les raisons de ce renvoi immédiat font l'objet de nombreuses spéculations